# Rüdiger Köhling
Ernst Rüdiger Köhling (* 21. Mai 1966 in Münster) ist ein deutscher Neurophysiologe, experimenteller  Epileptologe und Hochschullehrer.

## Leben
Köhling studierte von 1984 bis 1991 Humanmedizin an der Westfälischen Wilhelms-Universität Münster (1991 Promotion). Danach absolvierte er von 1993 bis 1998 am dortigen Institut für Physiologie (Erwin-Josef Speckmann) seine Weiterbildung zum Facharzt für Physiologie. 1994 und 1995 hielt er sich zu Forschungsaufenthalten am Department of Neurophysiology des Montreal Neurological Institute (MNI) in Montreal, Kanada, auf. Noch im Jahr des Abschlusses seiner Facharztweiterbildung habilitierte sich Köhling in Münster im Fach Physiologie und wurde Privatdozent. 1999 folgte ein Forschungsaufenthalt am Department of Neurophysiology der University of Birmingham in Großbritannien. 
Von 2001 bis 2004 war Köhling Arbeitsgruppenleiter „Experimentelle Epilepsieforschung“ an der Klinik für Epileptologie der Universität Bonn (Christian E. Elger), 2003 wurde er zum außerplanmäßigen Professor ernannt.
2004 wurde Köhling auf den Lehrstuhl für Physiologie der Universität Rostock berufen.
Von 2007 bis 2009 war Köhling Vorsitzender der Deutschen Gesellschaft für Epileptologie und von 2007 bis 2015 Ständiger Sekretär der Deutschen Physiologischen Gesellschaft. Von 2011 bis 2015 war er Prodekan und seit 2015 ist er Dekan der Interdisziplinären Fakultät der Universität Rostock. 2013 hatte er eine Gastprofessur für Physiologie an der Universitá di Modena (Italien) inne.

## Werk
Köhling ist (Ko-)Autor zahlreicher Original- und Übersichtsarbeiten in nationalen und internationalen Zeitschriften. Von 2006 bis 2010 war er zusammen mit Bernhard J. Steinhoff Herausgeber der „Zeitschrift für Epileptologie“ der Deutschen Gesellschaft für Epileptologie. Seit 2008 ist er Mitherausgeber eines Lehrbuchs der Physiologie sowie eines zugehörigen Repetitoriums. 
2008 war er Mitorganisator des Europäischen Epilepsiekongresses in Berlin (Vorsitzender des Organisationskomitees) und 2009 hatte der den Vorsitz der 6. gemeinsamen (Dreiländer-)Tagung der Deutschen, Österreichischen und Schweizerischen Sektionen der Internationalen Liga gegen Epilepsie in Rostock.

## Auszeichnungen
- 1992: Promotionspreis der Universität, Westfälische Wilhelms-Universität Münster
- 1993: Wellcome Stipendium für Klinische Epilepsieforschung
- 1998: (Alfred-Hauptmann) Preis für Epilepsieforschung
- 2002: Nachwuchsforschungspreis der Gesellschaft zur Förderung der Westfälischen Wilhelms-Universität Münster
- 2003: Michael-Preis der Stiftung Michael
- 2009: Lehrer des Jahres der Medizinischen Fakultät der Universität Rostock
- 2019: Beste Vorlesung der Vorklinik der Medizinischen Fakultät Rostock